# Hinnakullsbergs naturreservat
Hinnakullsbergs naturreservat är ett naturreservat i Hylte kommun i Hallands län.
Området är naturskyddat sedan 2023 och är 15 hektar stort. Reservatet ligger sydväst om Torup och består av ädellövskog på ett skogsklätt berg och avgränsas av kärr och Vimplabäcken i norr samt gran- och lärkplanteringar i söder